# Île de Terre
L'île de Terre est l'une des deux îles formant l'archipel Saint-Marcouf avec celle de l'île du Large dans la Manche. Entièrement constituée par une réserve naturelle, l'île est interdite d'accès toute l'année.

## Géographie
L'île de Terre est située à 6,2 km au large de la commune de Saint-Marcouf et à 460 m au sud-ouest de l'île du Large. Allongée en forme de croissant, elle fait 400 mètres de longueur et 100 mètres de largeur maximale. Non cadastrée, sa superficie est de 3,40 hectares,

## Histoire
L'île a été fortifiée bien plus tard que l'île du Large. La batterie terrassée qui la défend date de la seconde moitié du XIXe siècle, entre 1849 et 1858. En son centre fut construit un corps de garde capable d'accueillir une soixantaine d'hommes de troupe. Un bâtiment semblable se trouve sur l'île de Tatihou.
Le propriétaire de l'île est l'État ; elle a été affectée au Muséum d'histoire naturelle de Paris, par arrêté du 30 novembre 1897, qui fait suite au décret du 28 mars 1894. 
L'île de Terre est depuis 1960 en réserve conventionnée sous le nom  « réserve Bernard Braillon », en l'honneur de son premier conservateur, ancien président du Groupe ornithologique normand (GONm).
La réserve conventionnée a été créée le 11 juillet 1967 par autorisation du directeur du Muséum national d'histoire naturelle à la Société d'études et de protection de la nature en Bretagne et Cotentin (SEPNBC), confirmée et transférée au GONm par lettre du directeur du Muséum d'histoire naturelle en novembre 1982, confirmée le 25 octobre 1988 par une convention de gestion étendue par un avenant en date du 2 mars 1990. Le conservateur actuel est Gérard Debout, président du GONm.